# Kocmań
Kocmań (ukr. Кіцмань, Kicmań) – miasto na Ukrainie, w obwodzie czerniowieckim, na Bukowinie, siedziba władz rejonu kocmańskiego. Położone jest nad rzeką Sowycia (ukr. Сови́ця), lewym dopływem Prutu.
Stacja kolejowa.

## Historia

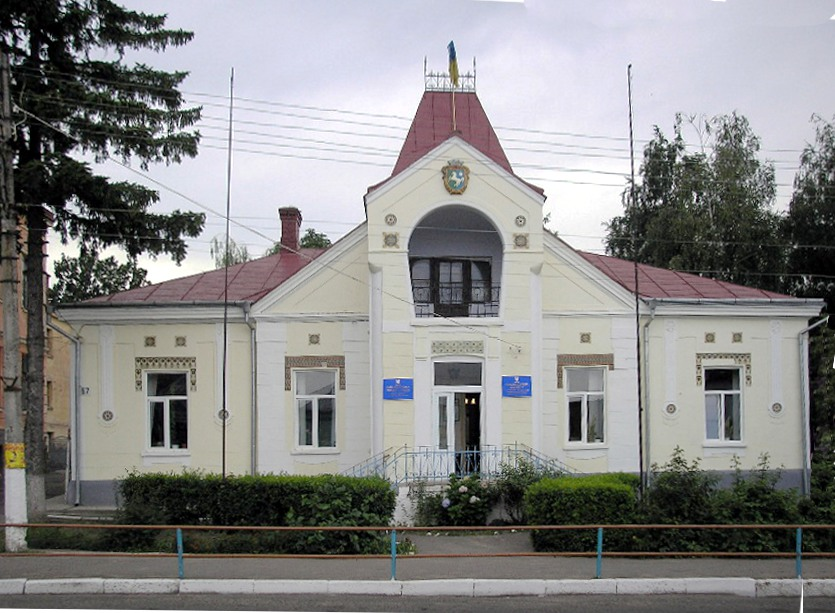

Pierwsza wzmianka o miejscowości pochodzi z roku 1413. Miasto rozwinęło się dzięki korzystnemu położeniu na skrzyżowaniu dróg, jakie łączyły dolinę Dniestru i Prutu.
W średniowieczu Kocmań należał do eparchii radowieckiej i następnie do prywatnych właścicieli. Wraz z całą Bukowiną należał do Mołdawii, a w 1775 r. na mocy pokoju w Kuczuk Kajnardży został przyłączony do Austrii. W 1798 staje się miastem, a z czasem - centrum powiatu. W drugiej połowie XVIII wieku w mieście zaczęły rozwijać się handel i rzemiosło.
W 1848 w mieście rozdawano ulotki, w których Wiedeński komitet związków demokratycznych do wiejskiej ludności Austrii apelował „Do zbroji, mieszkańcy wsi”. Pod wpływem rewolucyjnych wydarzeń w Rosji 29 listopada 1905 roku w Kocmaniu odbyło się zebranie, na którym robotnicy domagali się powszechnego prawa wyborczego. W latach 1918–1940 i 1941-44 należało do Rumunii.
W 1989 liczyło 9500 mieszkańców.
W 2013 liczyło 6762 mieszkańców.

## Urodzeni
- Józef Bischof – pułkownik Wojska Polskiego
- Wołodymyr Iwasiuk[5] – ukraiński kompozytor, poeta i muzyk
- Ani Lorak – ukraińska piosenkarka